# Wintermücken
Die Wintermücken (Trichoceridae) sind eine Familie der Zweiflügler (Diptera) und gehören zu den Mücken (Nematocera). Ihre Arten sind in besonderer Weise an kalte Klimate angepasst. Die Familie ist fast weltweit verbreitet, fehlt aber in Afrika.

## Merkmale

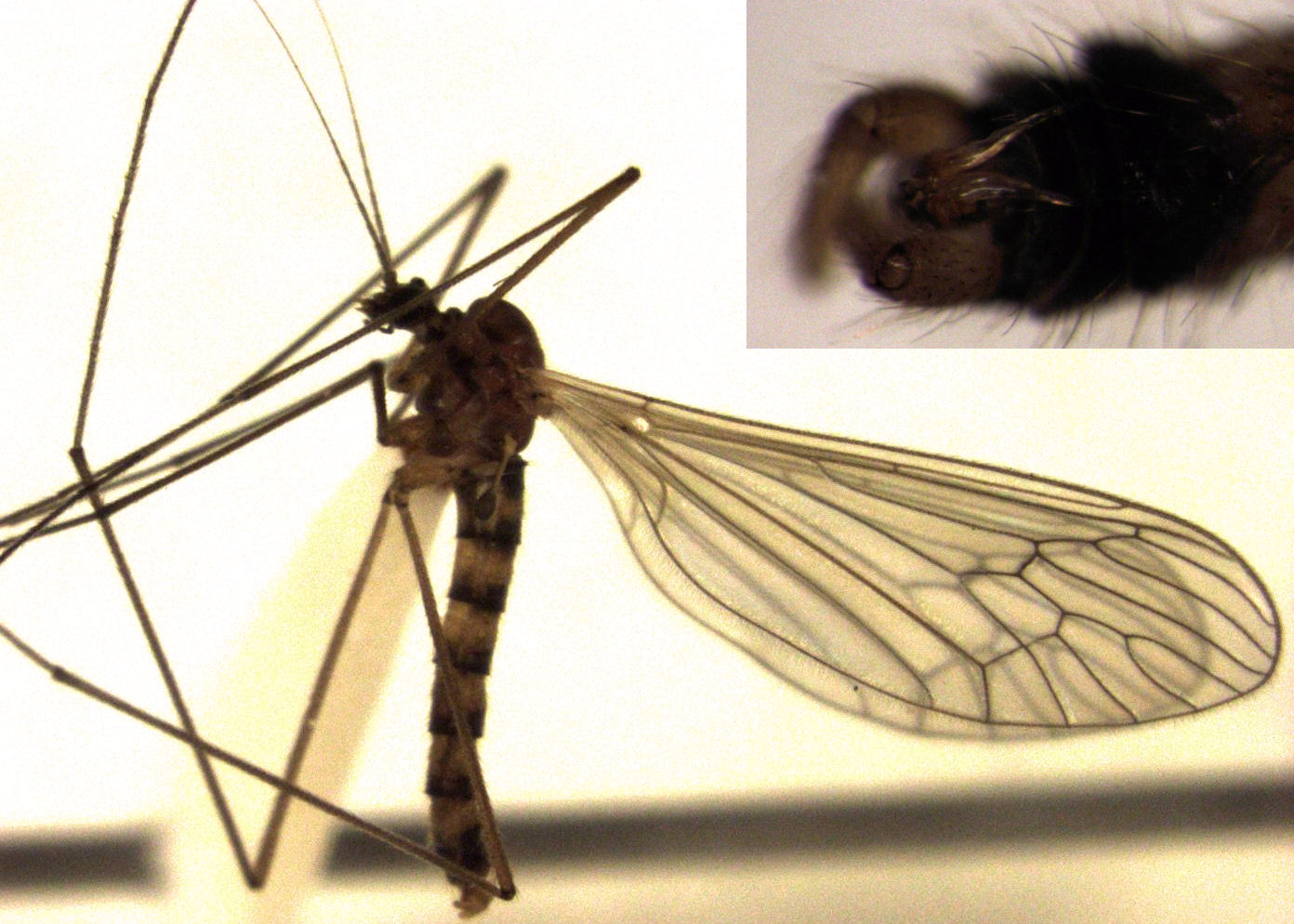
Trichocera annulata (Detail: Die männlichen Genitalanhänge)

Die Trichoceridae sind schlanke und langbeinige, grazil gebaute Mücken. Sie erreichen eine Körperlänge von etwa 3 bis 8 Millimeter.
Der runde bis langgestreckte Kopf trägt an leckende Ernährung angepasste Mundwerkzeuge. Zwei große, kissenartige Lippenpolster (Labella) tragen auf der Oberfläche ein System von Furchen, mit denen Flüssigkeiten kapillar aufgenommen werden können; die Labella sind ausklappbar und werden in Ruhehaltung aufwärts eingeklappt. Sie sind bei Trichocera sehr groß, bei einigen anderen Gattungen kleiner, so dass in Ruhelage die scharfen Spitzen von Labrum und Hypopharynx sichtbar bleiben. Die Labialpalpen sind fünfgliedrig und verlängert, sie können die doppelte Länge der Kopfkapsel erreichen; ihr erstes Glied ist immer sehr kurz. Die Antennen sind immer lang, zurückgelegt erreichen sie mindestens das Ende des Thorax. Ihr Grundglied (Scapus) ist kurz und zylindrisch, das kleine Wendeglied (Pedicellus) rundlich und etwas breiter. Die 16 Geißelglieder der Antennen sind langgestreckt oval bis zylindrisch. Neben den Komplexaugen sind immer drei Punktaugen (Ocellen) vorhanden.
Der massive Rumpfabschnitt (Thorax) überragt den kleinen Kopf nach oben, was den Tieren ein gebuckeltes Aussehen verleiht. Die oben liegende Quernaht (typisches Merkmal der Tipuloidea) ist bei den Wintermücken der Unterfamilie Trichocerinae unterbrochen (unvollständig). Die Flügel überragen sowohl bei Männchen wie bei Weibchen in Ruhelage immer die Spitze des Hinterleibs. Ihre Form variiert zwischen langgestreckt mit deutlichem Anallappen (Trichocera) zu abgerundet ohne solchen (Paracladura). In der Flügeladerung typisch sind die Analadern, beide sind deutlich nach hinten zum Flüglrand hin gebogen, die zweite kurz, sie mündet weit entfernt von der ersten im Flügelrand. Die Querader sc-r (zwischen Subcosta und Radius) liegt etwa in der Flügelmitte, r-r etwas von der Flügelspitze entfernt. Von den (im Grundplan fünf) Radialadern münden vier in den Flügelrand ein (R2 fehlt), R3 und R4 bilden eine Gabelung mit gemeinsamen Stamm.
Der Hinterleib der Wintermücken ist langgestreckt walzenförmig. Am Hinterende sitzen beim Männchen in einer komplexen, Hypopyg genannten Struktur als Begattungsorgane umgebildete Anhänge, beim Weibchen ein aus zwei Cerci gebildeter, gebogener Ovipositor. Deren Form ist oft wesentlich für die Artbestimmung.

## Kälteresistenz
Die Wintermücken sind sehr unempfindlich gegen Kälte und entsprechend vor allem in den Wintermonaten bis in Höhenlagen von über 3000 Metern zu finden. Wissenschaftliche Untersuchungen haben ergeben, dass sich in der Körperflüssigkeit dieser frostresistenten Mücken Glycerin-ähnliche Substanzen befinden. Diese wirken wie Frostschutzmittel und verhindern ein Durchfrieren der Mücken mit einem Zerreißen von Gewebe und Zellen. Von allen anderen frostresistenten Insekten zeichnet es die Wintermücken besonders aus, dass sie schon bei knapp über 0 °C Aktivitäten entfalten können. Zur Aufnahme selbst der geringsten Strahlungswärme im Winter hat ihr Körper eine dunkelgraue Färbung und ihre durchsichtigen Flügel besitzen zusätzlich nahezu schwarze Adern. Die Männchen der Tiere bilden besonders an sonnigen Wintertagen und im zeitigen Frühling Tanzschwärme.

## Larven
Die Larven der Wintermücken haben eine komplett ausgebildete Kopfkapsel, sie sind also eucephal. Sie leben vor allem im Boden unter Blattstreu und ernähren sich von zerfallenen Pflanzenresten. Einige Arten leben auch in Exkrementen und sind koprophag, so etwa einige höhlenbewohnende Arten im Kot von Fledermäusen. Zur Atmung sind nur das vorderste und das hinterste Stigmenpaar geöffnet, alle anderen sind durch eine Stigmennarbe verschlossen (amphipneustisch). Auch die mit kurzen Thorakalhörnchen versehenen Puppen leben im Boden und arbeiten sich selbstständig vor dem Schlüpfen der Imago an die Oberfläche.

## Systematik
Die Wintermücken sind das Schwestertaxon der Tipuloidea und werden mit diesen und den triassischen Gnomuscidae (nur zwei Arten einer Gattung Gnomusca) zusammen in die Teilordnung Tipulomorpha gestellt, die wiederum das Schwestertaxon aller anderen Zweiflügler darstellt.
Die Familie wird in zwei rezente Unterfamilien geteilt, die jeweils drei Gattungen umfassen:
Familie Trichoceridae
- Unterfamilie Trichocerinae
  - Trichocera Meigen, 1803. holarktisch. 109 Arten, vor allem alpin und arktisch verbreitet. 89 Arten sind aus der Paläarktis bekannt, 52 davon kommen in Europa vor.[3]
  - Cladoneura Scudder, 1864 (syn. Diazosma Bergroth, 1913). holarktisch. 5 Arten
  - Nothotrichocera Alexander, 1926. circum-antarktisch. 11 Arten
- Unterfamilie Paracladurinae Krzemińska, 1992
  - Paracladura Brunetti, 1911. Süd- und Südostasien, Australis. 10 Arten
  - Asdura Krzemińska, 2006.  Australis und Subantarktis. 4 Arten
  - Zedura Krzemińska, 2005.  Australis und Subantarktis. 17 Arten

### Mitteleuropäische Arten (Auswahl)
- Trichocera annulata
- Trichocera hiemalis
- Trichocera relegationis

## Fossile Belege
Die Familie ist durch fossile Funde belegt, die bis in die Trias zurückreichen. Es sind zahlreiche fossile Gattungen und Arten beschrieben, die auf einen früher größeren Artenreichtum hindeuten. Vor allem im Jura und in der Kreide waren die Wintermücken mit 15 Gattungen weitaus formenreicher als rezent. Die Gattungen Mailotrichocera, Rasnitsynina, Paleotrichocera, Kovaleva, Karatina, Eotrichocera, Tanychoreta, Zherikhinina und Undaya sind vermutlich vor Ende der Kreide ausgestorben (zwischen der frühen Kreide und dem Eozän liegen keine fossilen Funde vor). Fossilien liegen sowohl als Kompressionsfossilien in Kalkstein wie auch als Bernstein-Inklusen vor, die meisten aus mesozoischen Kalksteinen Zentralasiens.
Einige Exemplare wurden in Baltischem Bernstein gefunden; zwei davon werden der noch existierenden Gattung Trichocera zugeschrieben.